# تیتاپاجالا
تیتاپاجالا (به لاتین: Tittapajjala) یک منطقهٔ مسکونی در سری‌لانکا است که در استان مرکزی (سری‌لانکا) واقع شده‌است.